# Expedition: Robinson 1998
Expedition: Robinson 1998 var andra säsongen av doku-/realitysåpan Expedition: Robinson. Säsongen spelades in i Mataking och Pompom i Malaysia under juni och juli 1998. Säsongens första avsnitt sändes den 12 september och avslutades den 5 december samma år. För andra året var Harald Treutiger programledare. Slutgiltig vinnare blev Alexandra Zazzi.

## Deltagare
Från början tävlade 14 personer i Robinson 1998, men efter sammanslagningen tillkom en joker (markerad i fet-kursiv stil).
- Alexandra Zazzi, 32 år, Göteborg
- Birgitta Åberg, 52 år, Sollerön
- Herman Nikolic, 21 år, Lund
- Jochen Schützdeller, 32 år, Göteborg
- Katarina Johnson Björklund, 35 år, Stockholm
- Elizabeth "Lelle" Anderzén, 26 år, Göteborg
- Magnus Jansson, 27 år, Fagersta
- Mia Laaksonen, 20 år, Göteborg
- Ola Eklund, 34 år, Ljunghusen
- Pål Hollender, 29 år, Göteborg
- Richard Börjesson, 22 år, Göteborg
- Roger Ohlsson, 40 år, Långserud
- Sophie Uppvik, 26 år, Bontofta
- Susanne Rittedal, 27 år, Stockholm
- Torbjörn Ambré, 46 år, Växjö

## Tävlingen
Expedition Robinson 1998 inleddes med att deltagarna anlände till ön, där de blev indelade i två lag: Nord och Syd. Under de första fem avsnitten var deltagarna uppdelade i dessa lag och tävlade lag mot lag i pris- och Robinsontävlingar. I pristävlingarna vann vinnande laget ett pris, medan laget som vann avsnittets Robinsontävlingen fick immunitet i det kommande örådet. Det förlorande laget fick gå till öråd där en av lagmedlemmarna röstades ut. Till skillnad från föregående säsong var det det i Robinsontävlingen vinnande laget som hade i uppdrag att rösta ut en person i motståndarlaget. Före sammanslagningen röstades fyra personer ut (i ordning: Roger Ohlsson, Ola Eklund, Torbjörn Ambré och Mia Laaksonen).
I den sjätte episoden slogs Nord och Syd ihop till ett lag: lag Robinson. I samband med att lagen slogs ihop tillkom en joker i tävlingen, Jochen Schützdeller. Han röstades dock ut i det första sammanslagna örådet.  
Finalen gick till på precis samma sätt som 1997. I finalen fanns fem deltagare kvar (Alexandra, Birgitta, Katarina, Pål och Sophie). Vinnaren i den första grenen (Birgitta), en viktgissning, fick välja bort en deltagare (Pål). Därefter hölls en frågesport där vinnaren (Alexandra) fick välja bort en till deltagare (Katarina). De tre sista deltagarna fick därefter tävla på Plankan. Sophie åkte först i vattnet. Alexandra och Birgitta stod kvar ytterligare ett tag på stocken tills de båda kom överens om att hoppa i vattnet samtidigt så att de båda gick till final, och så blev det. Finalen avgjordes med ett öråd, där samtliga som åkt eller röstats ut under sammanslagningen fick agera jury. Med sju röster mot Birgittas två blev Alexandra Zazzi Robinson 1998. 

### Sändningarna[1]
1. 12 september 1998 - cirka 1 762 000 tittare.
2. 19 september 1998 - cirka 1 671 000 tittare.
3. 26 september 1998 - cirka 1 803 000 tittare.
4. 3 oktober 1998 - cirka 1 900 000 tittare.
5. 10 oktober 1998 - cirka 1 824 000 tittare.
6. 17 oktober 1998 - cirka 2 028 000 tittare.
7. 24 oktober 1998 - cirka 2 048 000 tittare.
8. 31 oktober 1998 - cirka 1 823 000 tittare.
9. 7 november 1998 - cirka 2 126 000 tittare.
10. 14 november 1998 - cirka 2 011 000 tittare.
11. 21 november 1998 - cirka 2 082 000 tittare.
12. 28 november 1998 - cirka 2 236 000 tittare.
13. 5 december 1998 - cirka 2 540 000 tittare.

## Laguppställningar

### Lagen före sammanslagningen
De deltagare som tog sig vidare till sammanslagningen står i bokstavsordning. Övriga listas rött i den ordningen som de röstades ut i.
| Nr | Lag Nord          |
| 1  | Birgitta Åberg    |
| 2  | Lelle Anderzén    |
| 3  | Magnus Jansson    |
| 4  | Pål Hollender     |
| 5  | Richard Börjesson |
| 6  | Sophie Uppvik     |
| 7  | Torbjörn Ambré    |

| Nr | Lag Syd                    |
| 1  | Alexandra Zazzi            |
| 2  | Herman Nikolic             |
| 3  | Katarina Johnson Björklund |
| 4  | Susanne Rittedal           |
| 5  | Mia Laaksonen              |
| 6  | Ola Eklund                 |
| 7  | Roger Ohlsson              |

### Lagen efter sammanslagningen
I det sjätte avsnittet slogs Nord och Syd ihop till lag Robinson. De deltagare som då var kvar fick ingå i det laget.

Nedan listas deltagarna i den ordning som de åkte ut i. Vinnaren är markerad med grönt.
| Nr | Lag Robinson        |
| 1  | Alexandra Zazzi     |
| 2  | Birgitta Åberg      |
| 3  | Sophie Uppvik       |
| 4  | Katarina Johnson    |
| 5  | Pål Hollender       |
| 6  | Magnus Jansson      |
| 7  | Richard Börjesson   |
| 8  | Lelle Anderzén      |
| 9  | Herman Nikolic      |
| 10 | Susanne Rittedal    |
| 11 | Jochen Schützdeller |